# Manifestations de mars 1979 en Iran

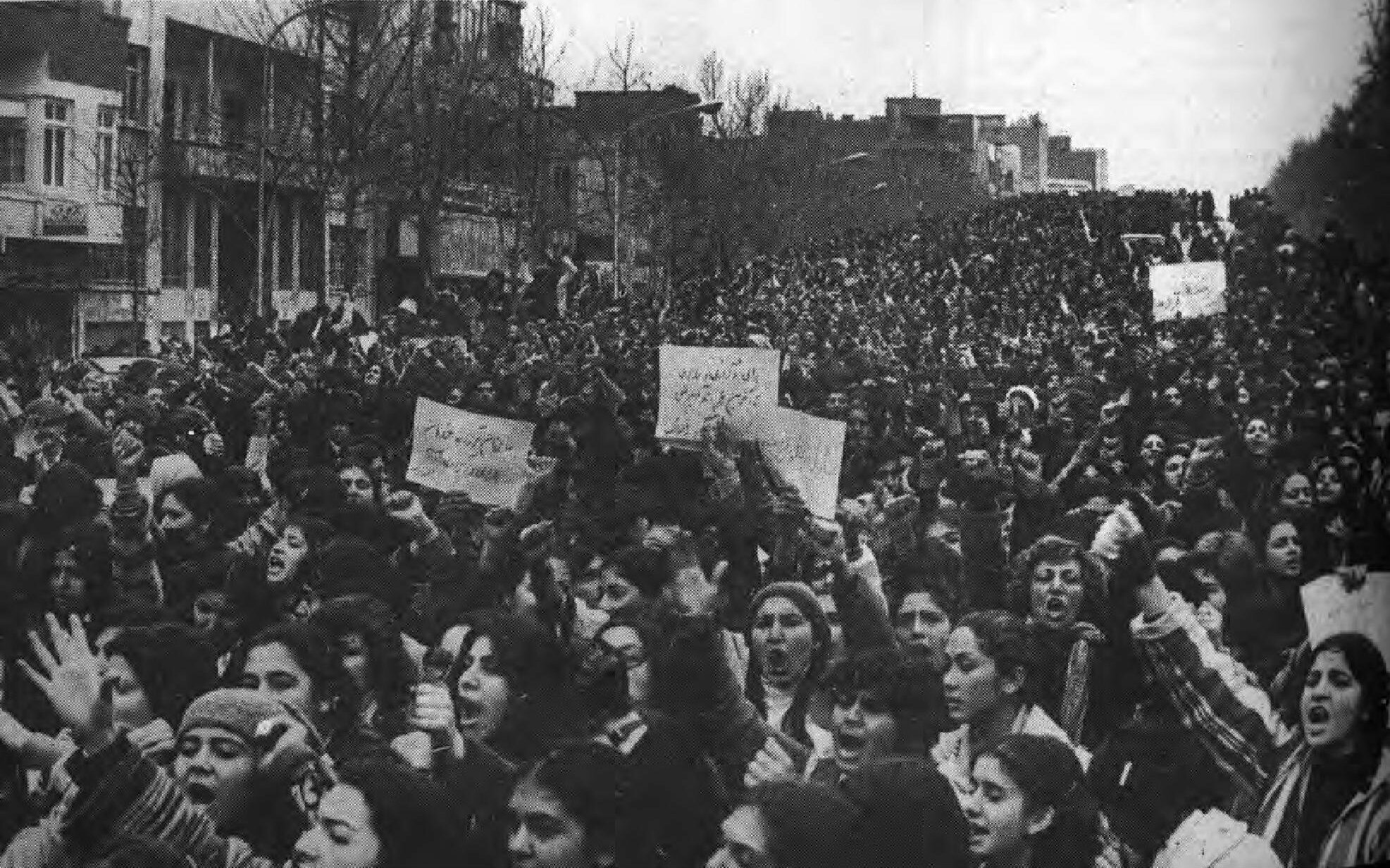
Manifestations de la Journée internationale des femmes de 1979 à Téhéran.

Les manifestations de mars 1979 en Iran ou manifestations de la Journée internationale des femmes de 1979 en Iran est un ensemble de manifestations pour le droit des femmes ayant eu lieu du 8 mars 1979, jour de la Journée internationale des femmes au 14 mars 1979. Ces manifestations ont eu lieu à Téhéran devant les bureaux du premier ministre et le palais de justice et à Qom devant la résidence de l'Ayatollah Rouhollah Khomeini. Elle a eu lieu peu à près la Révolution iranienne ayant eu lieu en janvier et février 1979. À la suite de ces manifestations les projets lois et règlements obligeant au port du voile, ont été ajourné pendant quelque temps avant d'être mise en place à partir de 1980 jusqu'en 1983.